# Germanicòpolis de Bitínia
Germanicòpolis de Bitínia (en llatí Germanicopolis, en grec antic Γερμανικόπολις) era una ciutat de Bitínia, propera a Prusa, que anteriorment, segons Plini el Vell, es deia Helgas o Booscoete (Βοὸς κοίτη, 'corral de bous'). Hi havia una altra ciutat amb el mateix nom, que Claudi Ptolemeu anomena Γερμανόπολις ('Germanòpolis') situada a Paflagònia, no gaire lluny de Gangra.
Aquesta ciutat de Bitínia sembla que va rebre el seu nom en honor de Germànic, fill de Drus el Vell, el germà petit de l'emperador Tiberi. No s'ha trobat en aquell lloc cap moneda anterior al regnat de Marc Aureli.
El geògraf Hièrocles parla d'una tercera ciutat amb aquest nom que situa a Isàuria, també a l'Àsia Menor.